# Sytuacja trudna
Sytuacja trudna – ma miejsce, gdy dochodzi do nierównowagi między potrzebami i zadaniami a sposobami i warunkami ich realizacji. Nierównowaga ta dotyczy sytuacji normalnej, która powoduje, że zakłócony zostaje normalny przebieg aktywności i zmniejsza się prawdopodobieństwo realizacji zadania na poziomie normalnym. Zaburzenia przewidywalności sytuacji, zwiększające prawdopodobieństwo niepowodzenia (zagrożenia celu) definiują na nowo sytuację jako trudną, a człowiek aby sobie poradzić musi zmobilizować dodatkowe zasoby.

## Typy sytuacji trudnych
W zależności od rodzaju i genezy zakłóceń, Tadeusz Tomaszewski rozróżnia następujące sytuacje trudne: 
1. Sytuacja deprywacji, gdy dochodzi do braku podstawowych elementów do normalnego funkcjonowania człowieka. W sytuacji deprywacji obniża się jakość realizacji zamierzonych celów, przedłuża czas reakcji, wzrasta pobudzenie emocjonalne, a zawężenie pola świadomości może powodować nawet halucynacje i błędy w postrzeganiu. Deprywacje bardzo silne i długotrwałe to sytuacje krańcowe, przedłużające się mogą prowadzić nawet do śmierci. W sytuacjach ekstremalnych może dochodzić do zaniku wartości i związanej z nim utraty poczucia sensu życia, co może mieć wyraz w depresjach sytuacyjnych.
2. Sytuacja przeciążenia, gdy trudność zadania jest na granicy sił fizycznych lub umysłowych, ale ich nie przekracza
3. Sytuacja utrudnienia, gdy możliwość wykonania zadania jest mniejsza z powodu pojawienia się elementów dodatkowych (zbędnych) lub niepojawienia się elementów potrzebnych
4. Sytuacja konfliktowa gdy człowiek znajduje się w polu działania sił przeciwstawnych (siły fizyczne,naciski społeczne, moralne); znajduje się jednocześnie wobec sprzecznych wartości pozytywnych lub negatywnych.
5. Sytuacja zagrożenia, gdy występuje prawdopodobieństwo naruszenia cenionej wartości. Im większe znaczenie człowiek przypisuje wartości, tym większe napięcie pojawia się w momencie jej zagrożenia. Bezdomność jest zarówno doraźnym jak i długotrwałym zagrożeniem.